# تشارلز إي. رايس
تشارلز إي. رايس (بالإنجليزية: Charles E. Rice)‏ هو ضابط وسياسي أمريكي، ولد في 7 أغسطس 1931 في نيويورك في الولايات المتحدة، وتوفي في 25 فبراير 2015. حزبياً، نشط في الحزب المحافظ لولاية نيويورك.